# كلية الحكمة الجامعة
كلية الحكمة الجامعة هي كلية أهلية عراقية، حديثة المنشأ، انشأت عام 2010، استنادا لقرار مجلس الوزراء، وتضم 10 اقسام.

## الاقسام
تتكون من 10 أقسام وهي:
- قسم طب الأسنان
- قسم تقنيات المختبرات الطبية
- قسم تقنيات البصريات
- قسم هندسة تقنيات الأجهزة الطبية
- قسم هندسة تقنيات الحاسوب
- قسم إدارة الأعمال
- قسم القانون
- قسم آداب اللغة العربية
- قسم آداب اللغة الأنكليزية
- قسم الدراسات الإسلامية
- قسم هندسة تقنيات الامن السيبراني
- قسم هندسة تكرير النفط والغاز

## وصلات خارجية
http://alhikma-iq.com